# Reptile Ride
Albums de Amoral
Decrowning
(2005) Show Your Colors
(2009)
Reptile Ride est le troisième album studio du groupe de Death metal Finlandais Amoral. Cet album est sorti le 15 aout 2007 (le 10 aout 2007 au Japon) sous le label Spinefarm records.
Le titre Leave Your Dead Behind a été extrait en single.
C'est le dernier album de Amoral enregistré avec le chanteur Niko Kalliojärvi. C'est également le dernier album du groupe enregistré dans un style vraiment ancré dans le Death metal. En effet, avec l'arrivée du vocaliste Ari Koivunen au sein de la formation de Amoral et la sortie de leur album Show Your Colors, le groupe changera radicalement de style.

## Liste des titres
1. Leave Your Dead Behind
2. Nervasion
3. Hang Me High
4. Mute
5. Few and Far Between
6. Snake Skin Saddle
7. D-Drop Bop
8. Apocalyptic Sci-Fi Fun
9. Pusher